# Monumento al general William Tecumseh Sherman
El Monumento al general William Tecumseh Sherman es una estatua ecuestre del mayor general de la Guerra de Secesión William Tecumseh Sherman ubicada en Sherman Plaza, que forma parte del President's Park en Washington D. C. (Estados Unidos). La selección de un artista en 1896 para diseñar el monumento fue muy controvertida. Durante la fase de diseño del monumento, el artista Carl Rohl-Smith murió y su memorial fue terminado por otros escultores. La estatua de Sherman se inauguró en 1903. Es una propiedad contribuidora a los monumentos de la Guerra Civil en Washington D. C. (agregado en 1978) y al President's Park South (agregado en 1980), los cuales son sitios históricos que figuran en el Registro Nacional de Lugares Históricos.

## Génesis y controversia
Sherman murió el 14 de febrero de 1891. En cuestión de días, la Sociedad del Ejército de Tennessee, un grupo de veteranos para aquellos que sirvieron en el Ejército de Tennessee, comenzó a planificar un monumento a su difunto comandante. En la reunión anual de la sociedad en octubre de 1891, los miembros de la sociedad resolvieron pedirle al Congreso que contribuyera 50 000 dólares para un monumento y establecer una Comisión Conmemorativa de Sherman. El 5 de julio de 1892, el Congreso promulgó una ley que establece la Comisión del Monumento a Sherman. Los tres miembros de la comisión eran el presidente de la Sociedad del Ejército de Tennessee, el secretario de Guerra y el comandante del Ejército de los Estados Unidos. La Sociedad del Ejército de Tennessee acordó recaudar 50 000 dólares (la mitad del costo del monumento). La sociedad se puso en contacto con sus propios miembros, así como con los de otros grupos de veteranos como el Gran Ejército de la República, la Sociedad del Ejército del Potomac, la Sociedad del Ejército de Ohio, la Sociedad del Ejército de Cumberland y la Orden Militar de la Legión Leal de los Estados Unidos. Sin embargo, el llamamiento para recaudar fondos recaudó solo 14 469,91 dólares. El Congreso se vio obligado a duplicar su contribución para compensar la diferencia.
En 1895, la Comisión Conmemorativa de Sherman emitió una convocatoria de propuestas. Especificaba una estatua ecuestre y limitaba la competencia a artistas estadounidenses (que vivían en casa o en el extranjero). Un comité de la Sociedad Nacional de Escultura acordó juzgar las presentaciones. Cuando se cerró el concurso el 31 de diciembre de 1894, 23 escultores habían presentado propuestas. Estos incluyeron a Paul Wayland Bartlett (zócalo con un bajorrelieve profundamente cortado de Sherman, War y Study), Henry Jackson Ellicott y William Bruce Gray (un pedestal jónico), Adrian Jones de Nueva York (estatua ecuestre), Fernando Miranda (un templo elíptico neogriego), L. Mullgardt (un parque con cuatro columnas), Charles Henry Niehaus (pedestal con exedra), Victor Olsa (pedestal con paneles en bajorrelieve), William Ordway Partridge (estatua ecuestre) y J. Massey Rhind (una pirámide monumental). Todos los monumentos propuestos se exhibieron en Washington D. C., ante grandes multitudes. La presentación de Carl Rohl-Smith generó la aclamación más popular. El comité de jueces de la Sociedad Nacional de Escultura (NSS) estaba formado por Daniel Chester French, Augustus Saint-Gaudens, Olin Levi Warner y John Quincy Adams Ward. El comité redujo las presentaciones a una breve lista de cuatro: Bartlett, Niehaus, Partridge y Rhind. La presentación de Carl Rohl-Smith no se incluyó en la lista corta. Fue clasificado casi en último lugar por el comité NSS.
El 27 de mayo, la comisión conmemorativa de la Sociedad del Ejército de Tennessee anuló al comité de jueces de la NSS y eligió el diseño de Carl Rohl-Smith. La Sociedad Nacional de Escultura se indignó y protestó enérgicamente por el premio ante la sociedad y la prensa. Varios periódicos también protestaron por el premio. The New York Times calificó la decisión como "uno de los eventos más desacreditables en los anales del arte público de los Estados Unidos". El senador Edward O. Wolcott patrocinó legislación para investigar el proceso de adjudicación. Aunque su resolución no tuvo éxito, el debate del Senado sobre el proceso de adjudicación fue rencoroso y mostró la profunda desconfianza del Senado hacia los "expertos en arte". Rohl-Smith fue acusado de usar influencia política para ganar la comisión, acusación que él negó con vehemencia. Luego de dos meses de protestas, la Sociedad Nacional de Escultura dejó de disputar el premio.

## Diseño, construcción y dedicación

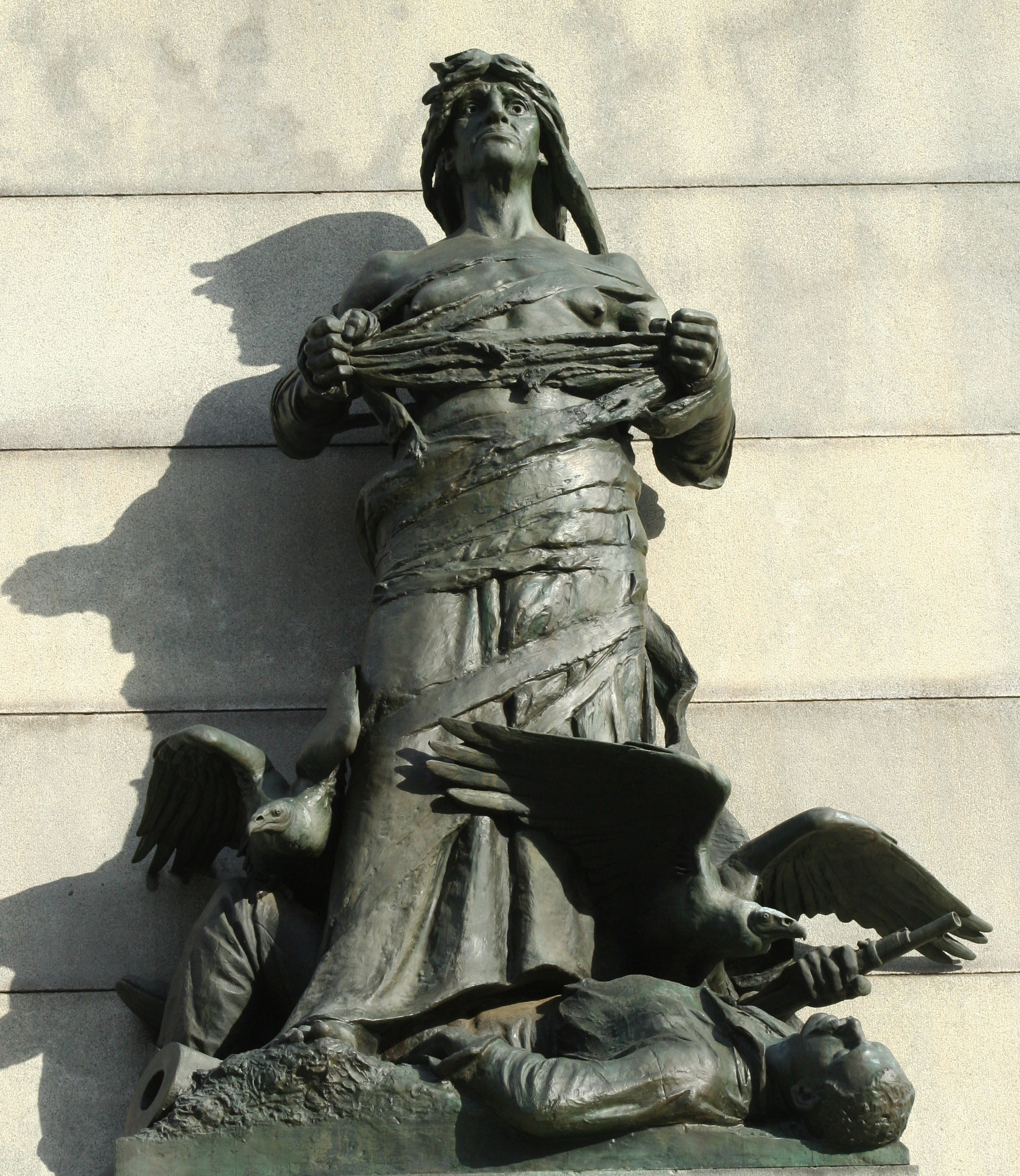
Guerra, un grupo escultórico en el lado este del monumento.

Carl Rohl-Smith nunca vio su estatua completa. Murió en agosto de 1900. Aunque el gobierno determinó que el contrato con Rohl-Smith era nulo después de su muerte, el comité conmemorativo acordó permitir que la asistente y esposa de Rohl-Smith, Sara, supervisara la terminación de la estatua. La señora Rohl-Smith pidió ayuda a los escultores Theo Kitson, Henry Kirke Bush-Brown y Jens Ferdinand Willumsen para terminar la estatua. Informes posteriores no mencionan el trabajo de Bush-Brown o Willumsen en el monumento, pero Lauritz Jensen trabajó en la estatua principal, mientras que el escultor danés Stephen Sinding modeló las figuras de Guerra y paz. Sinding creó modelos de yeso para estas piezas a partir de los bocetos de Rohl-Smith. Pero tras la revisión, se encontró que las posturas y los tamaños de las dos figuras no armonizaban con el resto del monumento. Sigvald Asbjornsen los remodeló. Como Rohl-Smith ya había completado tres de las cuatro figuras de soldados en las esquinas del monumento, Sigvald Asbjornsen completó la cuarta. Las fuentes difieren en cuanto a si Asbjornsen completó al soldado de artillería o al soldado de caballería. Kitson completó los medallones que representaban a los comandantes de cuerpo que sirvieron a las órdenes de Sherman. Jensen completó los cuatro paneles en bajorrelieve basándose en el trabajo ya realizado por Rohl-Smith y también completó la insignia (águila) del Ejército de Tennessee.
Gorham Brothers de Providence hizo las estatuas y medallones.
El pedestal de piedra fue diseñado por Rohl-Smith. Erigido en abril de 1902, fue construido por Harrison Granite Company. El granito vino de Fletcher Granite Company de Westford, Massachusetts. El mosaico alrededor del pedestal fue diseñado por Rohl-Smith y construido por National Mosaic Company. Se esperaba que el monumento costara 90 000 dólares, pero el monto final fue de 123 969,91 dólares.
El monumento fue dedicado por el presidente Theodore Roosevelt el 15 de octubre de 1903. El monumento está ubicado en Sherman Park. Esta área es donde Sherman, junto con el presidente Andrew Johnson y el general Ulysses Grant, revisaron el Ejército del Potomac el 23 de mayo de 1865. Sherman encabezó el desfile del Ejército del Tennessee pasando por este mismo sitio al día siguiente.
El 18 de febrero de 1904, el Congreso otorgó legislativamente el nombre de "Sherman Plaza" al área donde se encuentra el monumento.
En 2011, la estatua se sometió a una restauración de 2 millones de dólares.
La estatua es un monumento que contribuye al Registro Nacional de Monumentos de la Guerra de Secesión de Lugares Históricos en Washington D. C., que fue establecido por la Orden Ejecutiva 11593 el 13 de mayo de 1971. El monumento también es un elemento que contribuye a President's Park South, un área que se incluyó en el Registro Nacional de Lugares Históricos en 1980.

## Descricpión

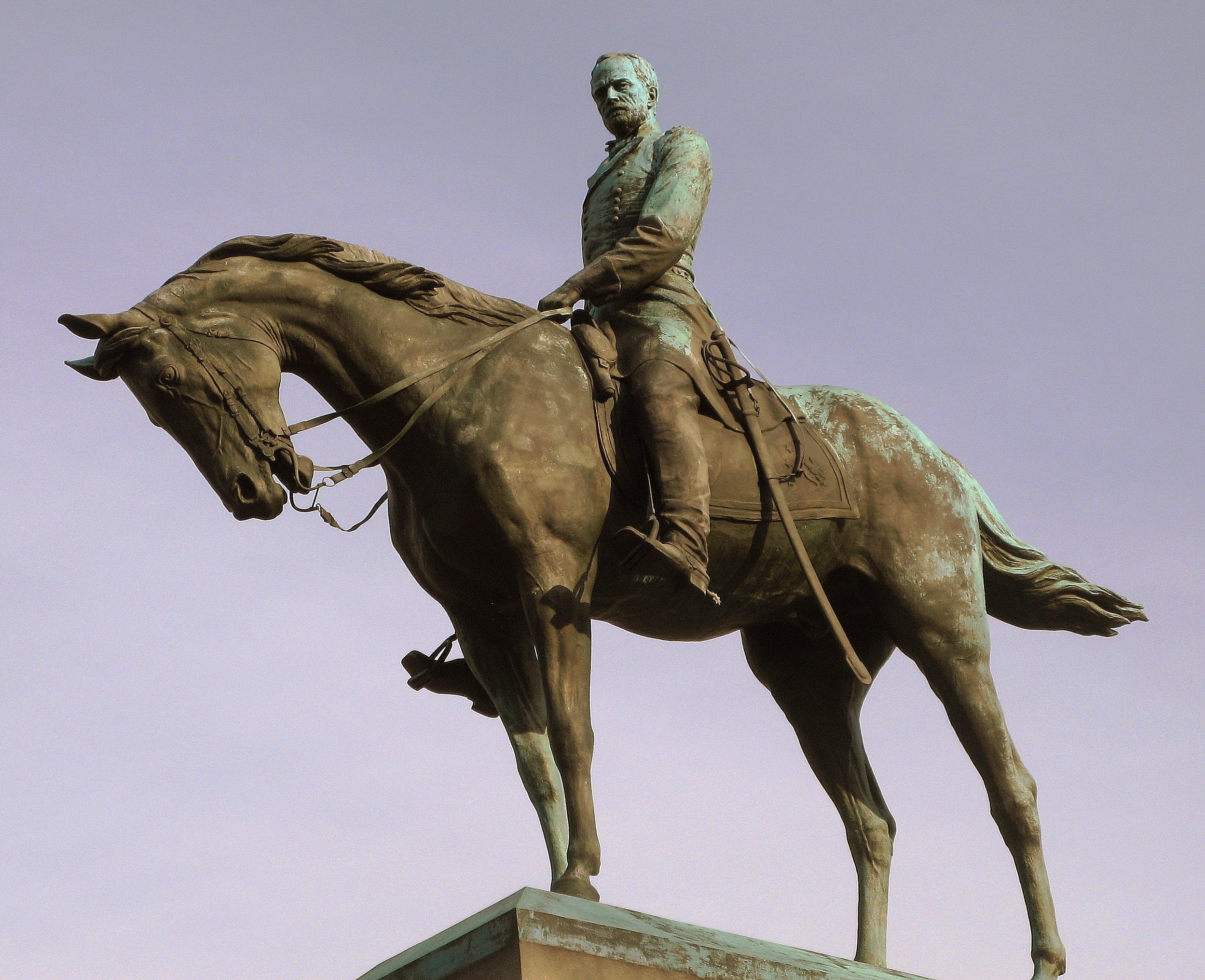
Detalle de la estatua ecuestre

El monumento está ubicado en Sherman Plaza, que se encuentra en la intersección de 15th Street NW, Pennsylvania Avenue NW y Treasury Place NW. La estatua ecuestre del general Sherman tiene 5,3 m de alto, y se encuentra sobre un pedestal de granito 7,7 m de alto. Los grupos de estatuas de Guerra y Paz son cada uno 2,9 m de alto. Las cuatro estatuas de las esquinas que representan las ramas del ejército miden cada una 2,1 m de alto. Los bajorrelieves de March Through Georgia y Battle of Atlanta miden cada uno 2,3 m por 1,1 m, mientras que los bajorrelieves de Sherman By the Campfire y Missionary Ridge miden 1,2 m por 1,1 m de tamaño. La insignia esculpida del Ejército de Tennessee mide 1,5 m por 0,5 m, mientras que los lados de los medallón cuadrados miden 0,4 m.
Desde el escalón delantero hasta el escalón trasero, la estatua mide 18,2 m de largo, mientras que la "terraza" sobre los escalones (que rodea el pedestal) mide 12,5 m largo.
La subfundación del Monumento a Sherman se completó en diciembre de 1898. Unas 1284 m³ fueron excavados en el sitio, mientras que otras 217 m³ de material para su relleno y nivelación. Se clavaron en el suelo 204 pilotes de madera para ayudar a sostener el monumento, y 873 m³ de arena y relleno y 304 m³ de hormigón para completar la subcimentación. Los pilotes tenían que hundirse 10,7 m inferior al previsto debido a la existencia de agua subterránea en el sitio. El Congreso asignó 10 000 dólares adicionales para cubrir el costo.
Rohl-Smith diseñó la estatua ecuestre de Sherman para que lo representara el día en que cabalgó por Pennsylvania Avenue al frente del Ejército de Tennessee el 24 de mayo de 1865.

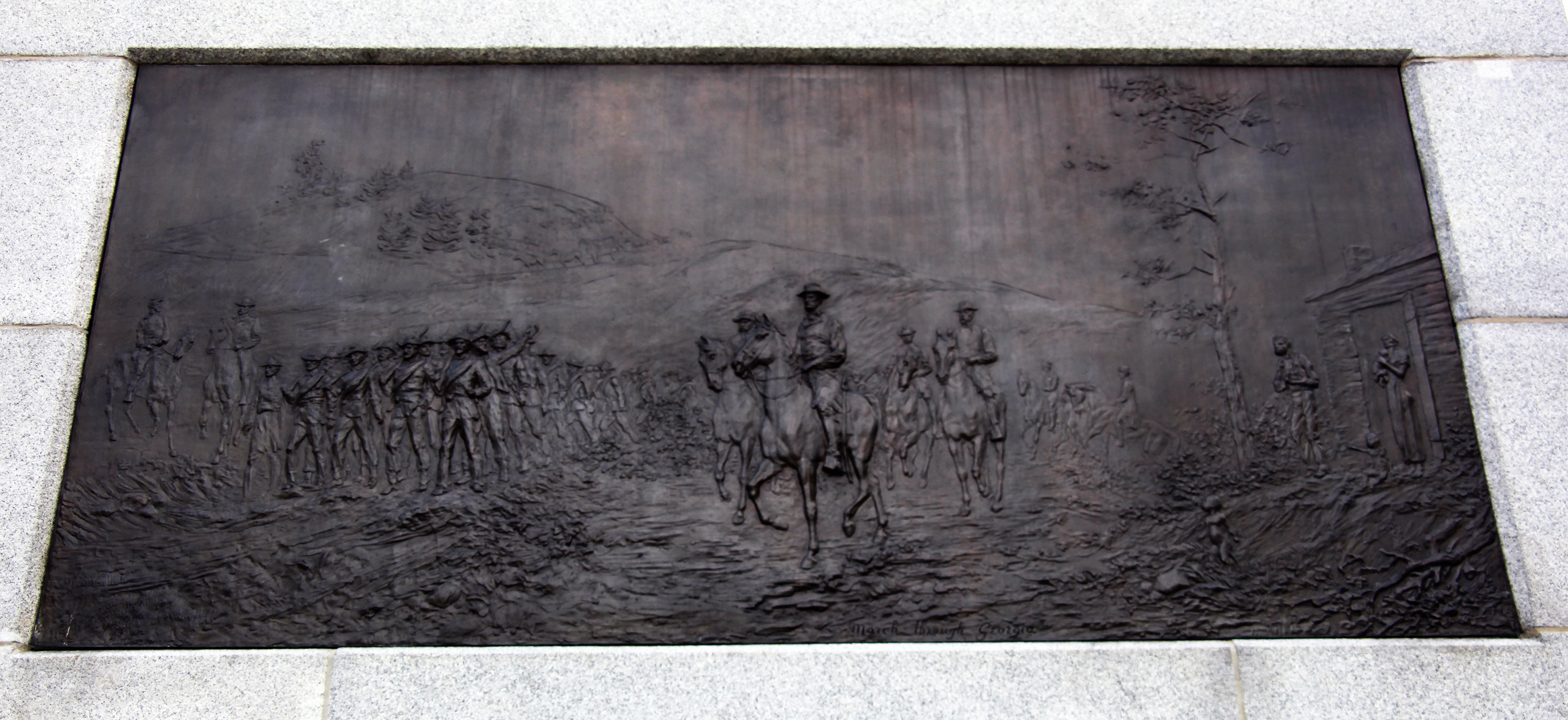
The March Through Georgia, un panel en bajorrelieve en el lado norte del monumento.

Cuatro paneles en bajorrelieve adornan los lados del monumento:
- Lado norte: The March Through Georgia muestra a hombres cantando mientras se abren paso fácilmente a través del territorio enemigo. Se puede ver a Sherman al fondo, acompañado por los miembros del personal, el coronel Lewis M. Dayton, el coronel James C. McCoy y el capitán Joseph C. Audenried. El general Peter Joseph Osterhaus está a la izquierda, y muchos ex esclavos se quedan boquiabiertos cuando pasan las tropas de Sherman.
- Lado sur: La batalla de Atlanta muestra a Sherman y su personal escuchando el fuego de los cañones en la sede de Sherman en Augustus Hurt (Howard) House. Entre los presentes e identificables se encuentran el general Oliver O. Howard, el general John Schofield y el coronel Orlando Metcalfe Poe (el jefe de ingenieros, que está entregando información a Sherman). En el fondo, se muestra al XVI Cuerpo rechazando el ataque que salvó al Ejército de Tennessee de la derrota. En la esquina inferior izquierda, llega una escolta. Esta escolta pretende simbolizar la tropa que sacaría el cuerpo del general James B. McPherson del campo de batalla. La insignia del Ejército de Tennessee está debajo del bajorrelieve.
- Lado oeste: Sherman junto a la fogata describe los recuerdos del coronel SHM Byers, quien escribió en McClure's Magazine en agosto de 1894 que a menudo veía a Sherman de pie o caminando junto a una fogata por la noche mientras sus hombres dormían.
- Lado este: Missionary Ridge representa la Batalla de Missionary Ridge el 25 de noviembre de 1863. Se representa a Sherman esperando noticias de que el mayor general George Henry Thomas ha atacado en medio de la línea de batalla. Las tropas de Sherman se muestran luchando en la cresta del fondo.

Hay dos grupos principales de figuras, uno en el lado este y otro en el lado oeste del monumento. El grupo occidental representa a War (presentando el epíteto de Sherman de que "¡La guerra es un infierno!") Como una mujer mayor que se está rasgando la ropa y las correas que la atan. Está pisoteando el cuerpo de un soldado muerto (que yace boca arriba), mientras un buitre se posa detrás de sus pies y otro extiende sus alas amenazadoramente sobre el muerto. Se puede ver la boca de un cañón asomando por debajo de las piernas del muerto. El grupo oriental representa a la Paz como una mujer joven desnuda de cintura para arriba, con la rama floreciente de un árbol frutal en la mano izquierda. A su izquierda, una joven desnuda atiende a un joven herido vestido con pantalones andrajosos (una representación de los fuertes cuidando a los débiles). A la derecha de la mujer, un niño desnudo yace en la hierba alimentando a un pájaro.
Hay cuatro figuras en cada esquina del monumento. Representan la artillería (esquina noreste), la infantería (esquina noroeste), la caballería (esquina sureste) y los ingenieros (esquina suroeste).
A cada lado del monumento hay pares de medallones que representan a los comandantes de ejército y cuerpo del Ejército de Tennessee. Estos pares son: el general James B. McPherson y el general Oliver O. Howard, el general John A. Logan y el general de división Frank P. Blair, Jr., el general de brigada Grenville M. Dodge y el general de brigada Thomas E. G. Ransom, y el general de división Benjamin Grierson y el general de brigada Andrew Jackson Smith.
Rohl-Smith diseñó el monumento con dos escalones bajos y un mosaico 1,8 m de ancho para rodear el monumento. Pero Rohl-Smith no completó el diseño del mosaico antes de su muerte. Su esposa, Sara Rohl-Smith, diseñó el patrón de mosaico real. El Congreso asignó otros 8000 dólares para completarlo. El mosaico contiene los nombres de las batallas en las que luchó Sherman:
- Lado norte: Griswoldville, Waynesboro, Fort McAllister, Captura de Savannah, Averasborough, Bentonville, Durham Station y la rendición del ejército de Johnston
- Lado este: Kenesaw Mountain (está mal escrito con una "n" en el monumento), Ruff's Mills, Peach Tree Creek, Atlanta, Ezra Church, Utoy Creek, Jonesboro, Capture of Atlanta y Allatoona.
- Lado sur: Chattanooga, Ringgold, Missionary Ridge, Relief of Knoxville, Meridian Expedition, Dalton, Resaca, New Hope Church, Dallas y Kulp's Farm (Kolb's Farm está mal escrito en el monumento).
- Lado oeste: Bull Run, Shiloh, Corinth, Chickasaw Bluffs, Arkansas Post, Steele's Bayou,[32] Jackson, Vicksburg y Colliersville (mal escrito, como en la mayoría de los informes de Union, con una "s" en el medio).

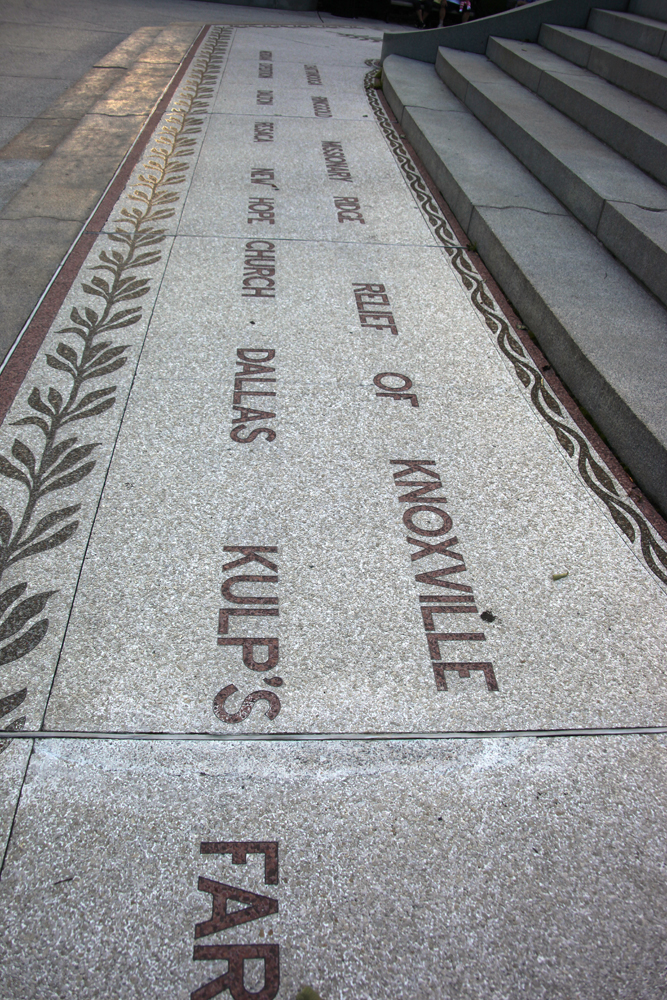
Mosaico en la base del monumento, diseñado por Sara Rohl-Smith.

La inscripción alrededor del monumento dice:

(Base, frente:)

WILLIAM TECUMSEH SHERMAN

1820–1891
(Lado norte de la base:)

ON NO EARTHLY ACCOUNT WILL I DO ANY ACT OR

THINK ANY THOUGHT HOSTILE TO OR IN DEFIANCE

OF THE OLD GOVERNMENT OF THE UNITED STATES

ALEXANDRIA, LOUISIANA JANUARY 18, 1861

WAR'S LEGITIMATE OBJECT IS MORE PERFECT PEACE

WASHINGTON, DC FEBRUARY 23, 1882
(Lado sur de la base:)

SEMINOLE WAR 1840–1842

WAR IN MEXICO 1847–1848

OCCUPATION OF CALIFORNIA

CIVIL WAR 1861–1865

GENERAL COMMANDING THE

ARMY OF THE UNITED STATES

1869–1884
(Base sur, lado inferior:)

ERECTED BY THE

SOCIETY OF THE ARMY OF THE TENNESSEE

WITH THE AID OF THE

CONGRESS OF THE UNITED STATES

1903

## Acceso
El acceso al monumento está actualmente restringido debido a que el Servicio Secreto de los Estados Unidos ha ampliado el perímetro de seguridad alrededor de la Casa Blanca